# Żłobin Północny
Żłobin Północny (biał. Жлобін-Паўночны; ros. Жлобин-Северный) – stacja kolejowa w miejscowości Żłobin, w rejonie żłobińskim, w obwodzie homelskim, na Białorusi. Położona jest na linii Orsza - Mohylew - Żłobin.